# Западно-Корейский залив
За́падно-Коре́йский зали́в (кор. 서조선만 Соджосонман, кор. 서한만 Соханман) — залив Жёлтого моря, омывающий берега Кореи и Китая. С запада отделён от Ляодунского залива Ляодунским полуостровом.
Большая часть залива имеет глубину менее 50 м, в прибрежной части расположены широкие отмели и скалистые острова. Приливы полусуточные амплитудой около 10 м.
В залив впадает река Ялуцзян, по которой проходит граница между Китаем и КНДР — на правом берегу располагается китайская провинция Ляонин, на левом — провинция КНДР Пхёнан-Пукто.
Порты в КНДР — Нампхо, Синыйджу, в Китае — Даньдун, Далянь и Люйшунь.